# Council for British Archaeology
 (octobre 2020).
Le Council for British Archaeology, créé en 1944, est un organisme de charité britannique qui promeut l'archéologie et défend les sites historiques. 